# Алехандро Сабеља
Алехандро Хавијер Сабеља (шп. Alejandro Javier Sabella; Буенос Ајрес, 5. новембар 1954 — Буенос Ајрес, 8. децембар 2020) био је аргентински фудбалер и фудбалски тренер. 

## Каријера
Рођен је у Буенос Ајресу, где је започео играчку каријеру у клубу Ривер Плејт. Након тога је прешао да игра за енглески  Шефилд јунајтед 1978. године. У каријери је још наступао за Лидс јунајтед, Естудијантес Ла Плата, Гремио, Феро Карил Оесте и Ирапуато.
Након играчке каријере, посветио се тренерском послу и дуго је радио као помоћник сународнику и блиском пријатељу Данијелу Пасарели. Био је помоћник тренера у италијанском клубу Парма, Уругвају, мексичком клубу Монтереј и у Коринтијансу из Бразила. Двојац се коначно вратио у Ривер Плејт за који су обојица играли, али после тога Сабеља самостално постаје тренер Естудијантеса, освојивши шампионат аргентинске Примере Дивисион Апертура и Копа Либертадорес 2009. године. Дао је отказ у Естудијантесу фебруара 2011. године, а потом је именован за селектора репрезентације Аргентине. На Светском првенству 2014. довео је тим до финала против Немачке, где су изгубили са 1:0 после продужетака.
Преминуо је 8. децембра 2020. године од последица вируса који му је проузроковао болест срца. Имао је 66 година.

## Успеси

### Играч
Ривер Плејт
- Прва лига Аргентине: 1975. Метрополитано, 1975. Насионал, 1977. Метрополитано.

Естудијантес Ла Плата
- Прва лига Аргентине: 1982. Метрополитано, 1983. Насионал.

### Тренер
Естудијантес Ла Плата
- Копа либертадорес: 2009.
- Прва лига Аргентине: 2010. Апертура
- Светско клупско првенство: финале 2009.

Аргентина
- Светско првенство: финале 2014.